# Marino Piazza
Marino Piazza (Bazzano, 3 aprile 1909 – Bologna, 22 dicembre 1993) è stato un cantastorie italiano.

## Biografia
Noto come Piazza Marino ha incominciato la sua attività di cantastorie nel 1927 nelle fiere e mercati dell'Emilia-Romagna accompagnato alla fisarmonica dal fratello Piero, mentre egli stesso suonava l'ocarina e il clarinetto; già nel 1932 era abbastanza affermato.
Aveva il vezzo di anteporre il cognome al nome in modo da ottenere la rima "Piazza Marino, poeta e contadino". La sua fama di imbonitore "in rima" gli valse anche la scherzosa qualifica popolare di incanta bess (incanta bisce).
Era noto in particolare in provincia di Bologna e di Modena.
Con le proprie canzoni narrò innumerevoli episodi di cronaca, come l'attentato a Togliatti, la tragedia di Superga, il dramma della miniera di Marcinelle. Celebri i suoi contrasti: fra Russia e America, fra padrone e contadino, fra moglie comunista e marito democristiano. 
Nel 1970 fu eletto Trovatore d'Italia alla Sagra dei cantastorie, organizzata dall'Associazione italiana cantastorie ambulanti. Incise anche diversi dischi 45 giri e musicassette, spesso assieme a Lorenzo De Antiquis, Dina Boldrini e Vincenzo Magnifico (Bobi). 

In quegli anni però iniziò il declino della figura del cantastorie, così Piazza per vivere dovette cambiare la sua attività in venditore ambulante. Tuttavia continuò anche dal suo banco di chincaglieria e musicassette (in particolare nel mercato che si tiene tutte le settimane a Bologna in Piazza VIII Agosto, la Piazzola) a richiamare il pubblico di passaggio improvvisando rime e zirudelle.
Sembra che inizialmente il successo del suo spettacolo alla Piazzola fosse tale da infastidire gli ambulanti, al punto da farli protestare con il Comune perché distraeva i clienti dagli acquisti.Fra tutti gli articoli che portava in vendita, si era specializzato nelle lamette da barba e, tra l'altro, creò anche una marca propria: la lametta PIMAR.
Nel 1975 a Bologna Francesco Guccini, che era suo amico, lo ospitò in una serata da lui condotta dedicata ai cantastorie.
Piazza ha collaborato alla sceneggiatura del film Gli ultimi cantastorie (1958), di Florestano Vancini; ha scritto una nota canzone sull'attentato a Palmiro Togliatti, Le ore undici il 14 luglio, che fu poi anche registrata nel 1963. Suoi testi e zirudele hanno avuto rilievo in studi dialettologici, e un suo testo è riportato nei Canti popolari italiani di Roberto Leydi (1973).
A Marino Piazza è stata intitolata una via nel comune di Bazzano.